# Campionati norvegesi di ski cross 2010
I Campionati norvegesi di ski cross 2010 si sono svolti a Norefjell il 17 aprile. Il programma ha incluso sia la gara femminile che la gara maschile. 
Trattandosi di competizioni valide anche ai fini del punteggio FIS, vi hanno partecipato anche sciatori di altre federazioni, senza che questo consentisse loro di concorrere al titolo nazionale norvegese.

## Risultati

### Uomini
| Pos. | Atleta                  | Nazione   |
| ---- | ----------------------- | --------- |
| 1    | Audun Grønvold          | Norvegia  |
| 2    | Didrik Bastian Juell    | Norvegia  |
| 3    | Morten Ring Christensen | Norvegia  |
| 4    | Petr Takar              | Rep. Ceca |

### Donne
| Pos. | Atleta                  | Nazione   |
| ---- | ----------------------- | --------- |
| 1    | Marte Høie Gjefsen      | Norvegia  |
| 2    | Julie Brendengen Jensen | Norvegia  |
| 3    | Andrea Cervena          | Rep. Ceca |
| 4    | Sigrid Rykhus           | Norvegia  |